# Cryphaeaceae
Cryphaeaceae, porodica pravih mahovina u redu Hypnales. Priznato je sezdesetak vrsta,

## Rodovi
1. Cryphaea F. Weber
2. Cryphaeophilum M. Fleisch.
3. Cryphidium (Mitt.) A. Jaeger
4. Cyptodon (Broth.) Paris & Schimp. ex M. Fleisch.
5. Cyptodontopsis Dixon
6. Dendrocryphaea Paris & Schimp. ex Broth.
7. Dendropogonella E. Britton
8. Monocryphaea P. Rao
9. Pilotrichopsis Besch.
10. Schoenobryum Dozy & Molk.
11. Sphaerotheciella M. Fleisch.